# Crown Perth
Le Crown Perth (anciennement Burswood Island Casino, Burswood Island Complex et Burswood Entertainment Complex) est un complexe hôtelier et de divertissement situé à Burswood, en Australie-Occidentale, près de Perth.
Le complexe se compose d'un casino, d'un palais des congrès avec salles de réunion, d'un théâtre et deux salles de bal, d'une discothèque et d'installations de loisirs, ainsi que de nombreux restaurants et bars. Il comprend également trois hôtels.